# Morata de Jalón
Morata de Jalón è un comune spagnolo di 1 471 abitanti situato nella comunità autonoma dell'Aragona.